# Camptochaeta quantula
Camptochaeta quantula är en tvåvingeart som beskrevs av Heikki Hippa och Pekka Vilkamaa 1994. Camptochaeta quantula ingår i släktet Camptochaeta och familjen sorgmyggor. Inga underarter finns listade i Catalogue of Life.